# Woman: Past and Present
Pour plus de détails, voir Fiche technique et Distribution.
Woman: Past and Present est un film muet américain réalisé par Lem B. Parker et sorti en 1913.

## Fiche technique
- Titre : Woman: Past and Present
- Réalisation : Lem B. Parker
- Scénario : Lem B. Parker
- Producteur :  William Selig
- Société de production : Selig Polyscope Company
- Société de distribution : General Film Company
- Pays d'origine :  États-Unis
- Langue : Anglais
- Format : Noir et blanc — 35 mm — 1,33:1 — Muet
- Genre : Comédie dramatique
- Durée : 10 minutes
- Dates de sortie : 
  -  États-Unis : 4 juin 1913

## Distribution
- Harold Lockwood
- Kathlyn Williams
- Eugenie Besserer
- Al Ernest Garcia